# Busics György
Busics György (Szombathely, 1953. június 4. –) horvát nemzetiségű magyar okleveles építőmérnök, földmérő, egyetemi docens. 2014–2018 között Óbudai Egyetem Alba Regia Műszaki Kar Geoinformatikai Intézetének az igazgatója, a Mikoviny Sámuel Szakkollégium igazgatója volt. A Magyar Tudományos Akadémia köztestületének, a Veszprémi Területi Bizottságnak tagja, illetve a Geodéziai és Geoinformatikai Tudományos Bizottság szavazati jogú tagja.

## Életrajz
Ötgyermekes, horvát nemzetiségű családban nőtt föl Horvátzsidányban.
1967 és 1971 között Szombathelyen járt középiskolában, az akkoriban indult tanult földmérési szakközépiskolai osztályban. 11 hónap katonai szolgálatot követően a Budapesti Műszaki Egyetem Építőmérnöki Karának építőmérnök szakán kezdett tanulni 1972 szeptemberében, ahol 1977-ben végzett földmérőmérnöki szakirányon. 1977 szeptemberében a Kartográfiai Vállalat ösztöndíjasaként kezdett dolgozni Ajkán, a cég ottani kirendeltségén.
1981 áprilisában lett tanszéki mérnök a Erdészeti és Faipari Egyetem Földmérési és Földrendezői Főiskolai Karán, ahol a Geodéziai Tanszék munkájába kapcsolódott be. 1986-ban tanársegédi, 1992-ben adjunktusi, 1997-ben főiskolai docensi kinevezést kapott. 2011-től egyetemi docens, tanszékvezető és szakfelelős a földmérő és földrendező mérnök alapszakon.
Az 1998-ban alapított GEO Alapítvány kuratórium titkára, a 2011-ben alapított Mikovinyi Sámuel Szakkollégium igazgatója.
2014-ben az intézetté átalakult Geoinformatikai Intézet igazgatójává nevezték ki. Beosztását 2018. június 4-i nyugállományba vonulásáig töltötte be.

## Kitüntetések
- Kiváló Dolgozó, Kartográfiai Vállalat (1980)
- Erdészeti és Faipari Egyetem Kiváló Dolgozója (1996)
- Nyugat-magyarországi Egyetem Kiváló Oktatója (2004)
- Fasching Antal Díj, Földművelésügyi és Vidékfejlesztési Minisztérium (2010)
- Magyar Érdemrend Lovagkereszt, Földművelésügyi Minisztérium (2014)
- Pro Civitate Díj, Székesfehérvár Önkormányzata (2015)